# Emmanuel Ifeajuna
Emmanuel Arinze Ifeajuna (Onitsha, 1935 - Enugu, 25 de setembro de 1967) foi um major e saltador do exército nigeriano que desempenhou o papel principal no golpe militar de 15 de janeiro de 1966. Foi o primeiro negro africano a ganhar uma medalha de ouro em um evento esportivo internacional quando ganhou nos Jogos do Império Britânico e da Commonwealth de 1954. Sua marca vencedora e seu melhor recorde pessoal de 2,03 m eram um recorde dos jogos e um recorde do Império Britânico na época.

## Biografia

### Salto em altura
Nascido em Onitsha, ele frequentou a Dennis Memorial Grammar School em sua cidade natal e exibiu as características que mais tarde definiriam sua vida. Ele treinou no salto em altura com o professor de jogos, e também participou de um protesto que fechou a escola por um período. Ele se formou no colegial em 1951. A Ilesa Grammar School também o reivindica como um ex-aluno.
O Campeonato da Nigéria de Atletismo de 1954 viu-o se estabelecer entre os melhores saltadores do país. Um salto de 1,97 m significou a escolha de Ifeajuna para representar seu país nos Jogos do Império Britânico e da Commonwealth de 1954, ao lado de Nafiu Osagie. A Nigéria teve um bom desempenho internacional no salto em altura naquele período - Joshua Majekodunmi foi vice-campeão nos Jogos do Império Britânico de 1950 e três saltadores nigerianos ficaram entre os vinte primeiros no salto em altura olímpico de 1952.
Nos Jogos de 1954, em Vancouver, ele competiu usando apenas o sapato esquerdo, mas conseguiu liberar 2,03 m, o que era um recorde dos Jogos e um recorde do Império Britânico para a modalidade. A medalha de ouro resultante fez dele o primeiro negro africano a vencer uma grande competição internacional de esportes. O salto em altura teve uma varredura africana das medalhas naquele ano, com Patrick Etolu, de Uganda, terminando atrás de Ifeajuna e Osagie da Nigéria, em terceiro lugar. Ifeajuna recebeu as boas-vindas de um herói ao retornar a Lagos e foi desfilado pelas ruas antes de falar em uma celebração cívica. Sua imagem foi usada mais tarde na capa de um caderno de exercícios nacional para estudantes na Nigéria.

### Política e universidade
Após sua vitória na medalha de ouro, ele parou de treinar no salto em altura e não voltou ao esporte. Ele se matriculou em um curso de ciências na Universidade de Ibadan em 1954 e se envolveu no movimento de política estudantil da instituição. Ele também foi membro do prestigiado Sigma Club, uma organização estudantil sócio filantrópica, organizadora do Carnaval Musical de Havana na instituição. Enquanto isso, ele se tornou amigo íntimo de Christopher Okigbo e J.P. Clark, que se tornariam importantes poetas nigerianos. Ifeajuna também era amigo íntimo de Emeka Anyaoku, mais tarde secretário-geral da Commonwealth. Ele esteve profundamente envolvido no sindicato dos estudantes de Ibadan e se tornou o diretor de informações da organização, incentivando protestos. Ele era afiliado ao Dynamic Party, liderado pelo matemático Chike Obi. Uche Chukwumerije, contemporâneo e depois senador, lembrou que Ifeajuna era ativo na agitação política, mas também afirma que estava menos disposto a se envolver nos próprios protestos. Clark também atestou isso, citando o exemplo de um protesto contra o fechamento de um albergue estudantil. A paralisação foi motivada pelo julgamento por homicídio culposo de Ben Obumselu, presidente da união estudantil e amigo de Ifeajuna. Ifeajuna organizou os protestos, mas não esteve presente durante os confrontos subsequentes.
Após a conclusão do curso de ciências, ele começou a ensinar, tendo iniciado na Ebenezer Anglican Grammar School, em Abeokuta. Ifeajuna permaneceu em contato regular com Okigbo, que também passou a ensinar, e os dois continuaram a discutir política revolucionária. Isso culminou em Ifeajuna deixando a profissão de professor para ingressar no exército em 1960. Ele foi treinado na Mons Officer Cadet School em Aldershot, Reino Unido. Quando se formou, ele subiu rapidamente nas fileiras militares e alcançou o cargo de major em janeiro de 1966. Ele era o major da brigada em Lagos.

### Tentativa de golpe
Insatisfeito com a direção que seu país tomou durante a Primeira República da Nigéria sob o primeiro-ministro Abubakar Tafawa Balewa, Ifeajuna tornou-se um conspirador em uma tentativa de derrubar o governo. Dados seus estudos, Ifeajuna foi considerado um dos motivadores intelectuais da conspiração e ele escreveu um manuscrito não publicado sobre o raciocínio da tentativa de golpe de Estado nigeriano de 1966. Ele desprezou a corrupção e a anarquia que resultaram da má administração do governo.
Ademoyega, Okafor, Anuforo e Chukwuka foram os outros principais com sede em Lagos, onde Ifeajuna liderou movimentos. Ifeajuna levou sua brigada para a casa do primeiro-ministro Balewa e o prendeu. Enquanto isso, Nzeogwu tornou público os nomes de quem o golpe pretendia matar e Balewa como uma ausência notável. Okafor procurou capturar o brigadeiro Zakariya Maimalari, comandante de Ifeajuna. Maimalari escapou e, ao encontrar Ifeajuna, pediu ajuda. Ifeajuna matou Maimalari, o que levou à dissensão entre as fileiras de Ifeajuna, pois ele era um oficial altamente respeitado. Ifeajuna também atirou no tenente-coronel Abogo Largema em um hotel no distrito de Ikoyi, em Lagos.
Um dos principais alvos do golpe, o major-general Johnson Aguiyi-Ironsi, tomou conhecimento da trama e escapou da captura. Ele então começou a se mover contra os conspiradores do golpe. Ironsi finalmente conseguiu impedir o golpe e depois assumiu o poder. Durante esses eventos, o primeiro-ministro Balewa morreu enquanto estava sob a prisão de Ifeajuna. Os relatórios oficiais da polícia sobre as circunstâncias de sua morte (que permanecem editados) afirmam que Ifeajuna atirou em Balewa enquanto dirigia para Abeokuta e abandonou o corpo na estrada. Alguns afirmam que Balewa não foi morto deliberadamente (já que ele não era um dos alvos de assassinato declarados do golpe), mas sim morreu de asma ou ataque cardíaco durante a provação. Esse assunto continua sendo um elemento não resolvido da história da tentativa de golpe de 1966.

### Execução e legado
Após a ação de Ironsi contra o golpe, os amigos de Ifeajuna, Christopher Okigbo e J.P. Clark, ajudaram-no a atravessar a fronteira para Daomé (agora Benin) e até Gana, onde foi recebido pelo líder Kwame Nkrumah. O regime de Nkrumah foi derrubado pouco depois e Ifeajuna retornou à Nigéria após garantias de Emeka Ojukwu de que sua vida não estaria em risco. Ele novamente se envolveu nas forças armadas, desta vez no Exército de Biafran - a República de Biafra declarou sua secessão da Nigéria, começando a Guerra Civil da Nigéria. Ifeajuna, Victor Banjo, Phillip Alale e Sam Agbam foram acusados por Ojukwu de negociar com as autoridades federais da Nigéria, via agentes britânicos, na esperança de provocar um cessar-fogo, derrubar Ojukwu e conquistar posições de destaque para si mesmos. Eles foram julgados e condenados às pressas à morte por fuzilamento por traição. Ifeajuna alegou que o plano era preservar a vida civil em Enugu de um ataque iminente por tropas federais. Ifeajuna e seus três co-conspiradores foram executados em 25 de setembro de 1967. Enugu, a capital de Biafran, foi capturada pelas forças federais da Nigéria dois dias depois.
Ifeajuna teve um legado misto. Seu manuscrito não publicado atraiu muita atenção, incluindo a de Olusegun Obasanjo, um general do exército e agora ex-presidente da Nigéria. A tentativa de golpe de 1966 é vista por muitos como um gráfico de Ibo, embora os conspiradores incluíssem não-Ibos, alguns alvos do golpe eram Ibos, e o general Ironsi, que impediu o golpe, era ele próprio um Ibo. O manuscrito é visto como uma possível fonte histórica para avaliar o elemento racial ao golpe e o papel de Ifeajuna nele, que varia de co-conspirador a líder intelectual.
Ifeajuna não apareceu de maneira proeminente ou favorável na história da Guerra Civil da Nigéria. Enquanto o colega golpista de 1966, Chukwuma Kaduna Nzeogwu, foi decorado como um herói de guerra e teve uma estátua erguida em sua cidade natal, Ifeajuna recebeu pouco reconhecimento póstumo. Após sua morte em 2011, o ex-líder biafrense Ojukwu recebeu os mais altos elogios militares da Nigéria e seu funeral foi assistido pelo presidente nigeriano Goodluck Jonathan.
Em uma entrevista de 1992, Ojukwu rejeitou as alegações de que Chukwuma Kaduna Nzeogwu era o líder da trama, como se acreditava amplamente. Um relatório do Departamento Especial da Polícia da Nigéria, com a primeira parte parcialmente editada e a segunda parte ausente, afirmou que Ifeajuna, Don Okafor e Capitão Ogbu Oji foram os criadores e protagonistas da trama do golpe em 1965, com Ojukwu apenas se envolvendo em um estágio tardio. Ifeajuna é visto por alguns como o assassino do primeiro-ministro Balewa, que derrubou a Primeira República e causou guerra civil. Nenhuma autópsia foi realizada no corpo de Balewa e não existe prova de que ele foi baleado. Relatórios oficiais documentam que seu corpo foi encontrado em uma posição sentada perto de uma árvore, ao lado do corpo do ministro das Finanças Festus Okotie-Eboh, que havia sido baleado e estava no centro das acusações de corrupção.
O legado de Ifeajuna na história do esporte negro africano foi ofuscado por suas ações políticas após seus feitos.

## Vida pessoal
Durante seu tempo na universidade, Ifeajuna conheceu sua esposa Rose em 1955. Quatro anos depois, o casal se casou e teve dois filhos.